# Ismail Nasiruddin di Terengganu
Il colonnello Almarhum Sultan Sir Ismail Nasiruddin Shah ibni Almarhum Sultan Zainal Abidin III (Kuala Terengganu, 16 marzo 1906 o 24 gennaio 1907 – Kuala Terengganu, 20 settembre 1979) è stato sultano di Terengganu dal 1945 al 1979 e Yang di-Pertuan Agong della Malaysia dal 1965 al 1970.

## Origini, istruzione e carriera iniziale
Come data della sua nascita è stata indicata sia il 16 marzo 1906 che il 24 gennaio 1907, quest'ultima più di frequente. Egli era il quinto figlio, ma terzo superstite, del sultano Zainal Abidin (che regnò da 1881 al 1918). Sua madre era Cik Maimuna binti Abdullah, una thailandese convertita all'Islam che morì nel 1918.
Educato inizialmente alla Kuala Terengganu Malay School, proseguì gli studi al Malay College. Nel 1929, entrò nel servizio amministrativo di Terengganu. Nel 1934, venne nominato assistente nell'amministrazione dei terreni a Kuala Terengganu.
Nel 1935, divenne aiutante di campo del suo fratellastro maggiore, il sultano Sulaiman, accompagnandolo all'incoronazione di re Giorgio VI del Regno Unito il 12 maggio 1937. Nel 1939, divenne cancelliere del tribunale e della Corte d'appello. Lavorò anche come cancelliere dell'amministrazione fondiaria. Nel 1940, venne nominato ministro nel gabinetto dello stato di Terengganu, essendo stato nominato Tengku Paduka Raja. Nel 1941, divenne magistrato di I classe e fu promosso a Segretario di Stato di Terengganu il 15 novembre 1941.

## Controversia nella successione

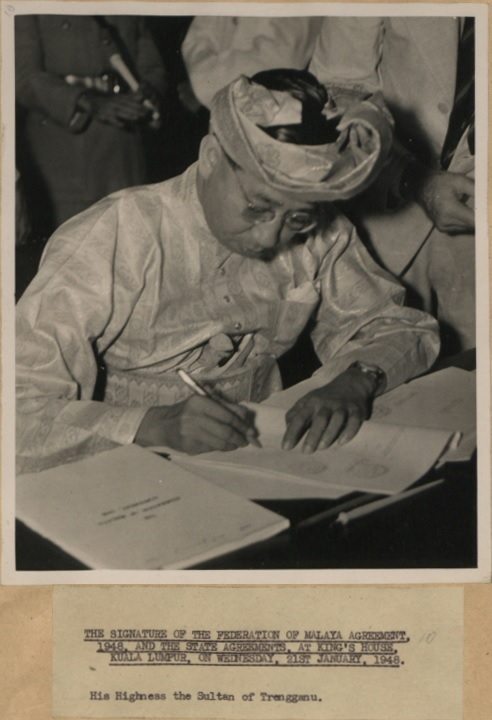
Ismail Nasiruddin di Terengganu firma l'Accordo sull'Unione malese e l'Accordo di Stato alla King's House di Kuala Lumpur il 21 gennaio 1948.

Il sultano Sulaiman Badrul Alam Shah di Terengganu morì il 25 settembre 1942 di avvelenamento del sangue. L'Amministrazione militare giapponese, che a quel tempo occupava la penisola malese, proclamò suo figlio Ali quattordicesimo sultano di Terengganu. Il 18 ottobre 1943 il governo thailandese, guidato dal feldmaresciallo Plaek Pibulsonggram, assunse la gestione del sultanato dai giapponesi e continuò a riconoscere come sultano Ali Shah.
Quando, alla fine della seconda guerra mondiale, il sultanato fu restituito agli inglesi, questi si rifiutarono di riconoscere come legittimo monarca Ali Shah, presumibilmente perché ai loro occhi era troppo compromesso coi giapponesi durante la loro occupazione. Egli invece riteneva che l'amministrazione militare britannica volesse la sua rimozione per il suo rifiuto di firmare il trattato istitutivo dell'Unione malese.
L'amministrazione militare disapprovò anche la decisione di Ali Shah di ripudiare la sua consorte ufficiale, Tengku Seri Nila Utama Pahang (figlia del sultano Abu Bakar di Pahang) e di contrarre un secondo matrimonio inadatto con una ex prostituta.
Il 5 novembre 1945 il Consiglio di Stato di Terengganu, composto da tredici membri, annunciò la deposizione del sultano Ali e la nomina di Tengku Ismail a quindicesimo sultano di Terengganu. Tengku Ismail prese il nome di sultano Ismail Nasiruddin Shah e fu investito ufficialmente il 6 giugno 1949 nel palazzo di Istana Maziah a Kuala Terengganu. I discendenti diretti di Ismail da allora hanno governato Terengganu.
L'ex sultano Ali continuò a contestare la sua deposizione fino alla sua morte, avvenuta il 17 maggio 1996.

## Elezione a Vice Yang di-Pertuan Agong
Sultan Ismail servì come vice Yang di-Pertuan Agong dal 21 settembre 1960 al 20 settembre 1965.

## Yang di-Pertuan Agong
Il sultano Ismail fu eletto quarto Yang di-Pertuan Agong di Malesia e servì in quell'ufficio dal 21 settembre 1965 al 20 settembre 1970.
Il regno di Ismail coincise in un momento in cui la Malesia cominciò ad essere attiva e a far sentire la sua presenza sulla scena internazionale, dopo aver completato l'unità nazionale, ammettendo Sabah e Sarawak nella federazione. Ricevette molte visite da parte di importanti leader stranieri, tra cui il presidente statunitense Lyndon B. Johnson, il presidente della Germania Ovest Heinrich Lübke, il re Faysal dell'Arabia Saudita, lo scià di Persia Mohammad Reza Pahlavi, l'imperatore d'Etiopia Hailé Selassié, il presidente delle Filippine Ferdinand Marcos, il presidente della Birmania generale Ne Win e il primo ministro del Vietnam del Sud Nguyễn Cao Kỳ. La sicurezza del paese aumentò durante il suo regno con la conclusione delle dispute con l'Indonesia e con le Filippine (queste miravano ad annettere il Sabah essendo stato in passato parte di un sultanato filippino). A causa di motivi di salute, voleva dimettersi dalla carica Yang di-Pertuan Agong nel 1969, ma fu convinto dal primo ministro Tunku Abdul Rahman di non farlo. Nel suo discorso d'addio alla fine del suo quinquennio, Tunku Abdul Rahman dichiarò che l'evento significava "la fine del primo capitolo della storia della Malesia".
Regnava Ismail quando, il 13 maggio 1969, cominciarono rivolte razziali a Kuala Lumpur tanto da gravi da imporre una sospensione dei lavori del parlamento. Nonostante questo sfortunato evento Tunku Abdul Rahman descrisse il regno di Sultan Ismail come "movimentato e glorioso". Ismail lanciò il Rukun Negara, la dichiarazione malese della filosofia nazionale, il 31 agosto 1970.

## Morte e funerale
Ismail morì all’Istana Badariah di Kuala Terengganu il 20 settembre 1979 e fu sepolto il giorno dopo nella Moschea Abidin, il Mausoleo Reale, nella capitale del sultanato. Il suo successore fu Mahmud Al-Muktafi Billah Shah, suo figlio maggiore.

## Vita personale
In prime nozze sposò Che Wan Aminah binti Che Wan Chik. Dal matrimonio nacquero tre figlie:
- Tengku Wuk Fatima Sabariah;
- Tengku Zahara Putri;
- Tengku Ruqiya.

Nel 1929 sposò Tengku Tengah Zaharah binti Tengku Setia Raja Pahang Tengku Umar bin Sultan Ahmad Pahang (1911 - 1979) dalla quale ebbe sette figli:
- Tengku Mahmud;
- Tengku Dato' Sri 'Abdu'l-Malik Shah;
- Tengku Ibrahim Shah;
- Dato' Tengku 'Abdu'llah Sulaiman Shah;
- Tengku Zaleha Putri;
- Tengku Zaina Putri;
- Tengku Noor Azia Iman Putri;
- Tengku Maria Norshiah Putri.

Nel 1944 sposò Tengku Intan Zaharah binti Tengku Setia Raja Terengganu Tengku Hitam Umar (1928 - 2015).
In quarte nozze sposò Che Jarah binti Abdullah, una cinese convertita all'Islam dalla quale ebbe una figlia, Tengku Aziza Ramlah Putri.

## Onorificenze[16]

### Onorificenze malesi
Personalmente è stato insignito dei titoli di: